# السميرية (السفيرة)
السميرية قرية سوريّة تتبع إداريّاً لمحافظة حلب منطقة السفيرة ناحية بنان، بلغ تعداد سكانها 2,512 نسمة حسب التعداد السكاني لعام 2004.